# 안나 보흐
안나로잘리 보흐(Anna-Rosalie Boch, 1848년 2월 10일~1936년 2월 25일)는 짧게 안나라는 이름으로 잘 알려진 벨기에의 화가이자 미술품 수집가이며 예술 그룹 레뱅(Les XX)의 유일한 여성 회원이었다. 보흐는 1848년 벨기에 에노주의 라루비에르에서 태어나 1936년 익셀에서 사망하였으며 브뤼셀에 위치한 익셀 묘지에 안장되었다.
보흐의 가족 중엔 예술에 종사한 인물이 많았는데 그녀의 아버지인 프레데릭 빅터 보흐(Frédéric Victor Boch)는 성공적인 도자기 제조업자였고, 남동생인 외젠 보흐는 화가였으며, 그녀의 사촌 동생인 옥타브 마우스는 미술 평론가로 활동했다.

## 예술적 스타일

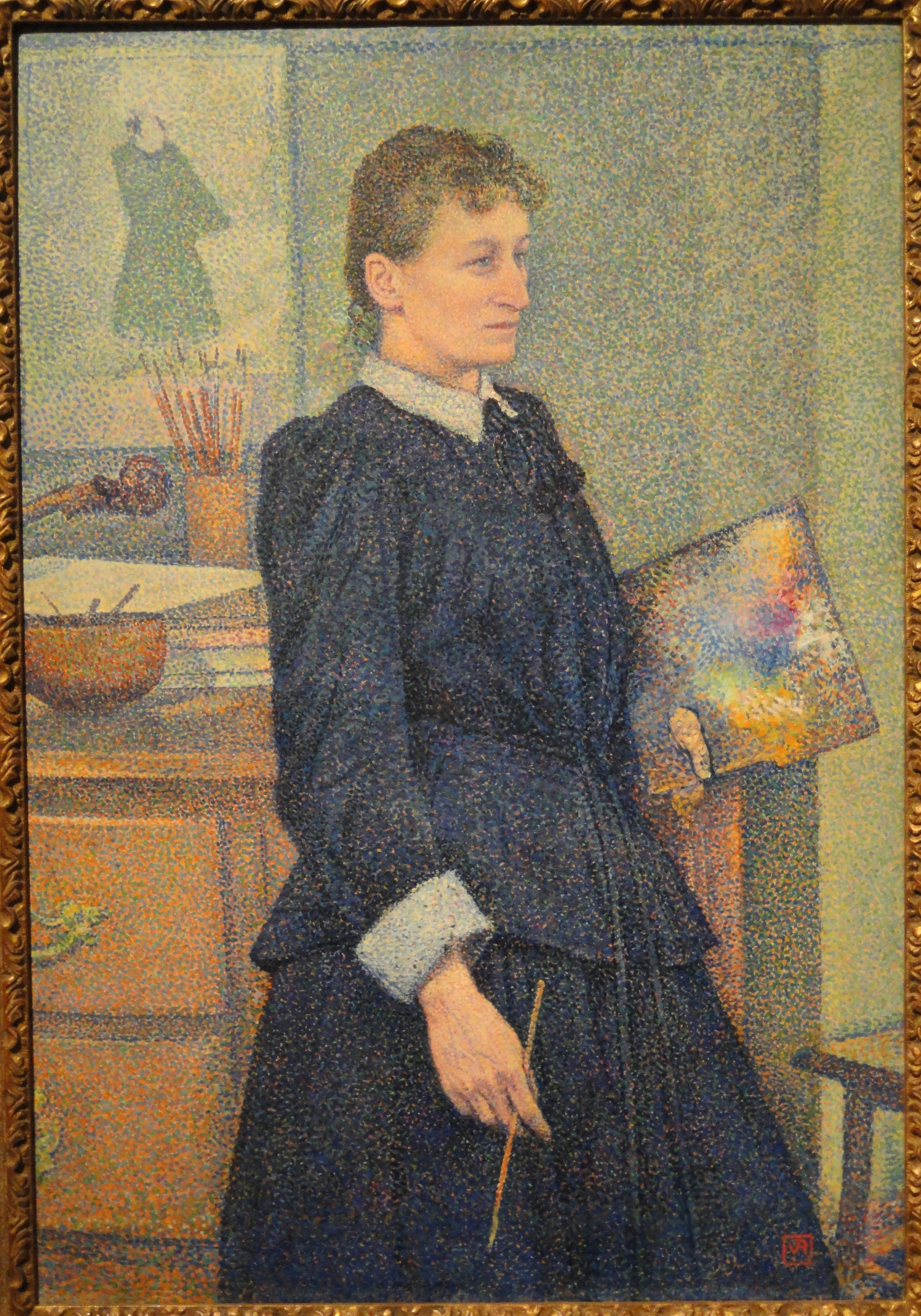
테오 반 리셀베르그가 그린 안나 보흐의 초상화, 1889년경

보흐는 신인상주의 운동에 참여했다. 그녀의 초기 작품에는 점묘법이 주로 사용되었지만, 대부분의 작품에는 인상주의 스타일을 주로 적용했다. 화가 이시도르 베르헤이든의 제자였던 그녀는 예술 그룹인 레뱅에서 만난 신인상주의 화가인 테오 반 리셀베르그의 영향을 받게 되었다.

## 수집
보흐는 당시 화가들의 작품을 적극적으로 수집했다. 그녀는 폴 고갱, 폴 시냐크, 제임스 엔소르, 빈센트 반 고흐 등 후기 인상파 회화의 주요 컬렉션을 수집했다. 그녀는 반 고흐를 포함하여 많은 젊은 예술가들을 후원하기도 했는데, 그녀는 그의 재능을 존경했고, 반 고흐는 그녀의 동생 외젠 보흐의 친구이기도 했다. 안나 보흐가 고흐에게서 직접 구입한 《아를의 붉은 포도밭》은 반 고흐가 생전에 판매한 유일한 그림으로 여겨진다. 안나 보흐의 컬렉션은 그녀가 죽은 후에 판매되었으며 그녀의 유언장에 의해 판매 금액을 가난한 예술가 친구들의 은퇴 자금으로 기부했다.

## 유산
그녀가 그린 그림 140여 점은 보흐의 정원사의 딸인 대자녀 아이다 반 할레바인(Ida van Haelewijn)에게 물려졌다. 이 그림들 중 다수는 정원에 있는 어린 시절의 아이다 반 할레바인을 묘사하고 있다. 1968년에 이 140여 점의 그림은 그녀의 조카이자 빌레로이앤보흐 세라믹스의 CEO인 루이트윈 폰 보흐(Luitwin von Boch)가 구입했으며 아이다 반 할레바인이 1992년 사망할 때까지 그녀의 집에 보관되어 있었다. 2011년 3월 30일에 안나 & 외젠 보흐 엑스포가 개최되기도 했다.
안나 보흐의 유산 중 일부 그림은 벨기에 왕립미술관 등 다양한 박물관에 기증되었다.

## 작품

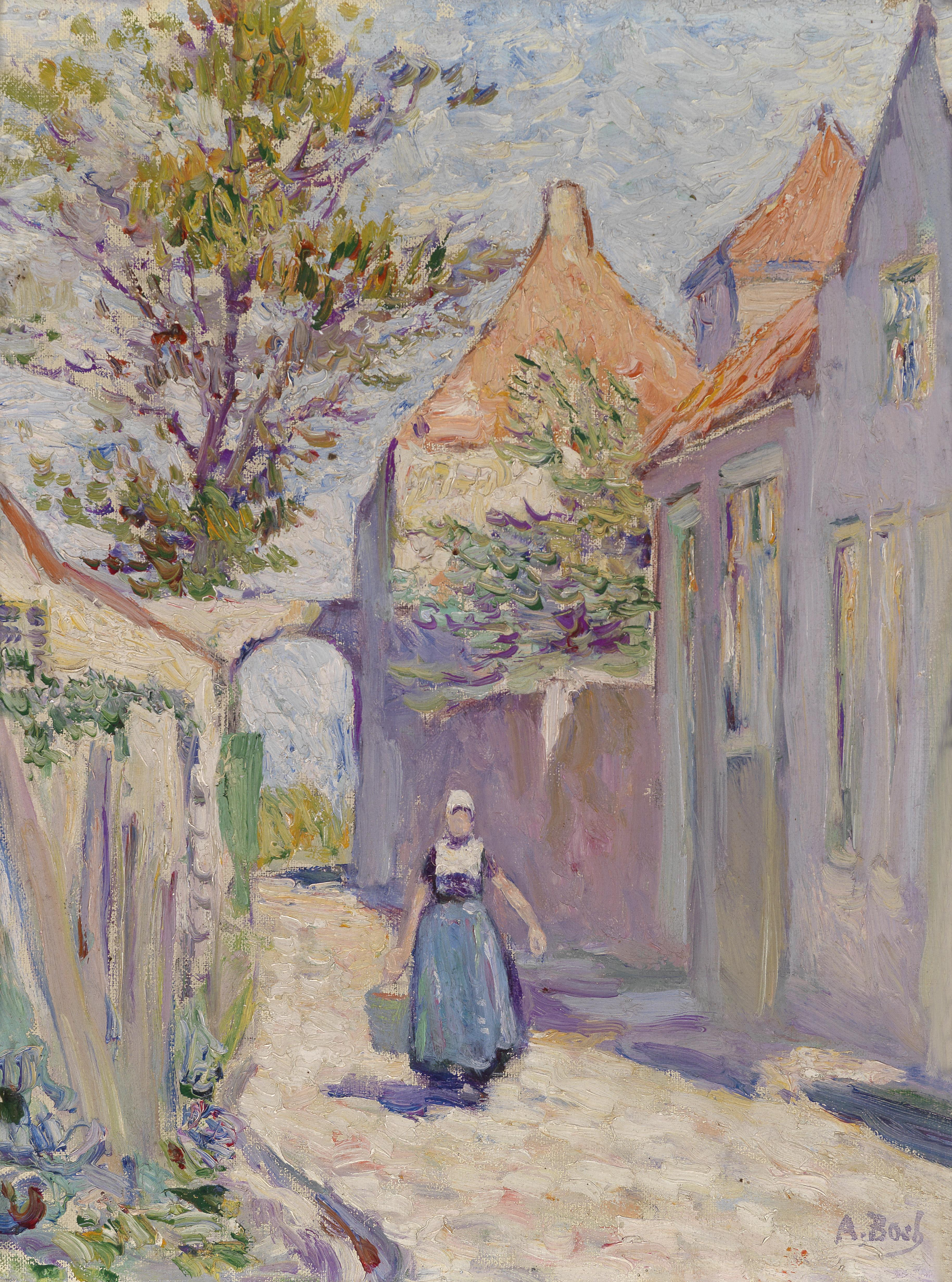
《물 운반자》(Die Wasserträgerin)
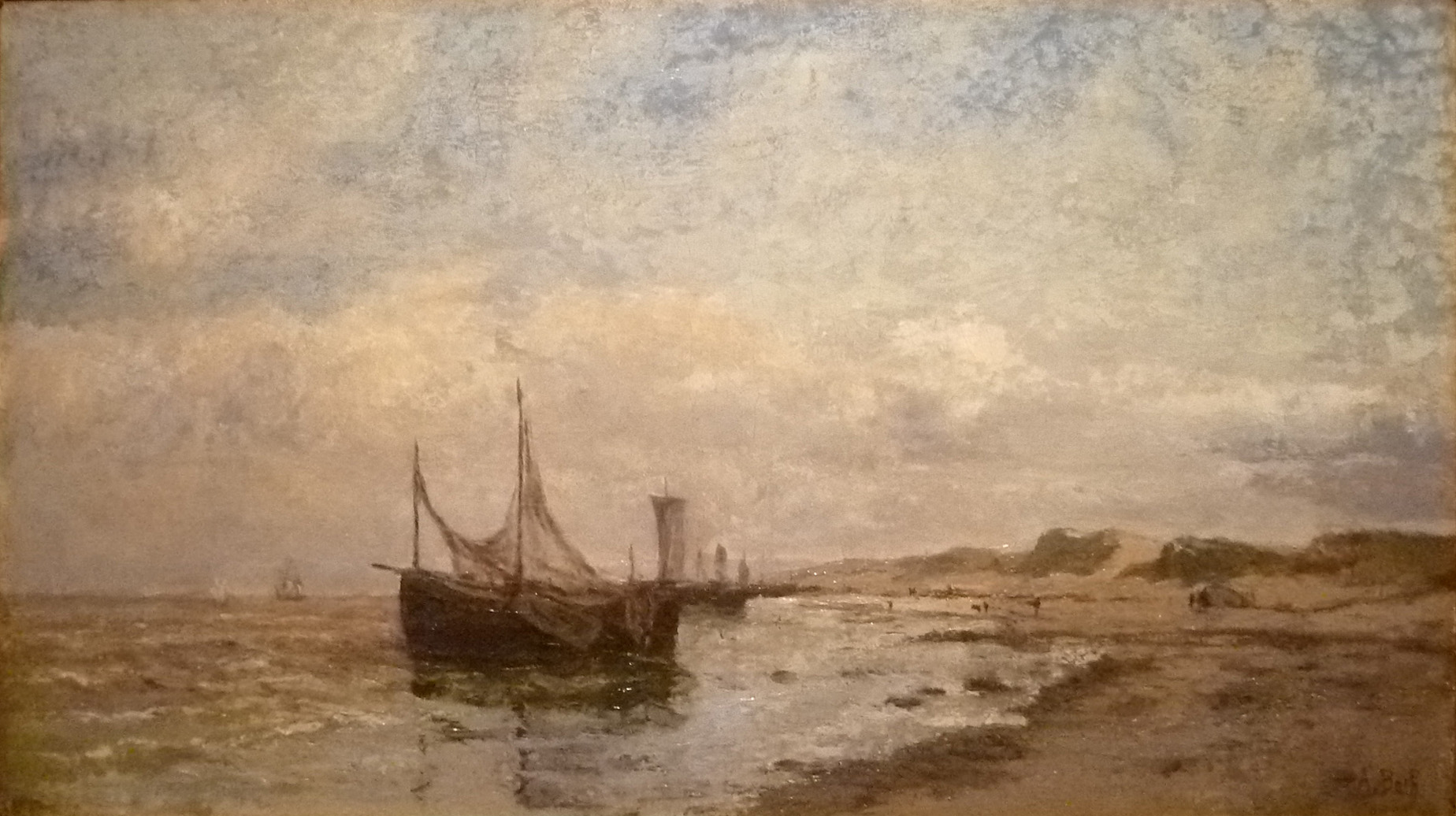
《북해 연안》, 1887년
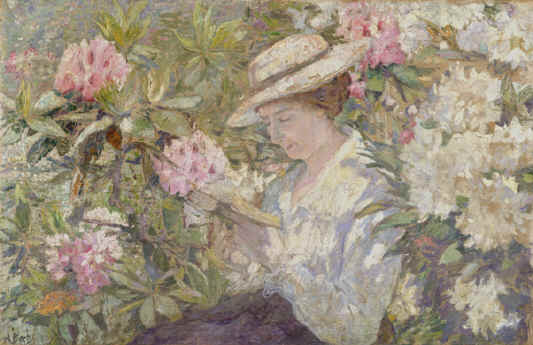
Femme lisant dans un massif de rhododendrons
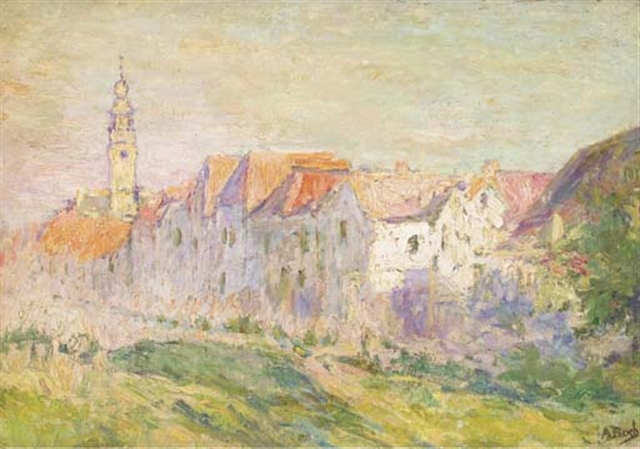
Vue de Veere, Zélande, 1906년경
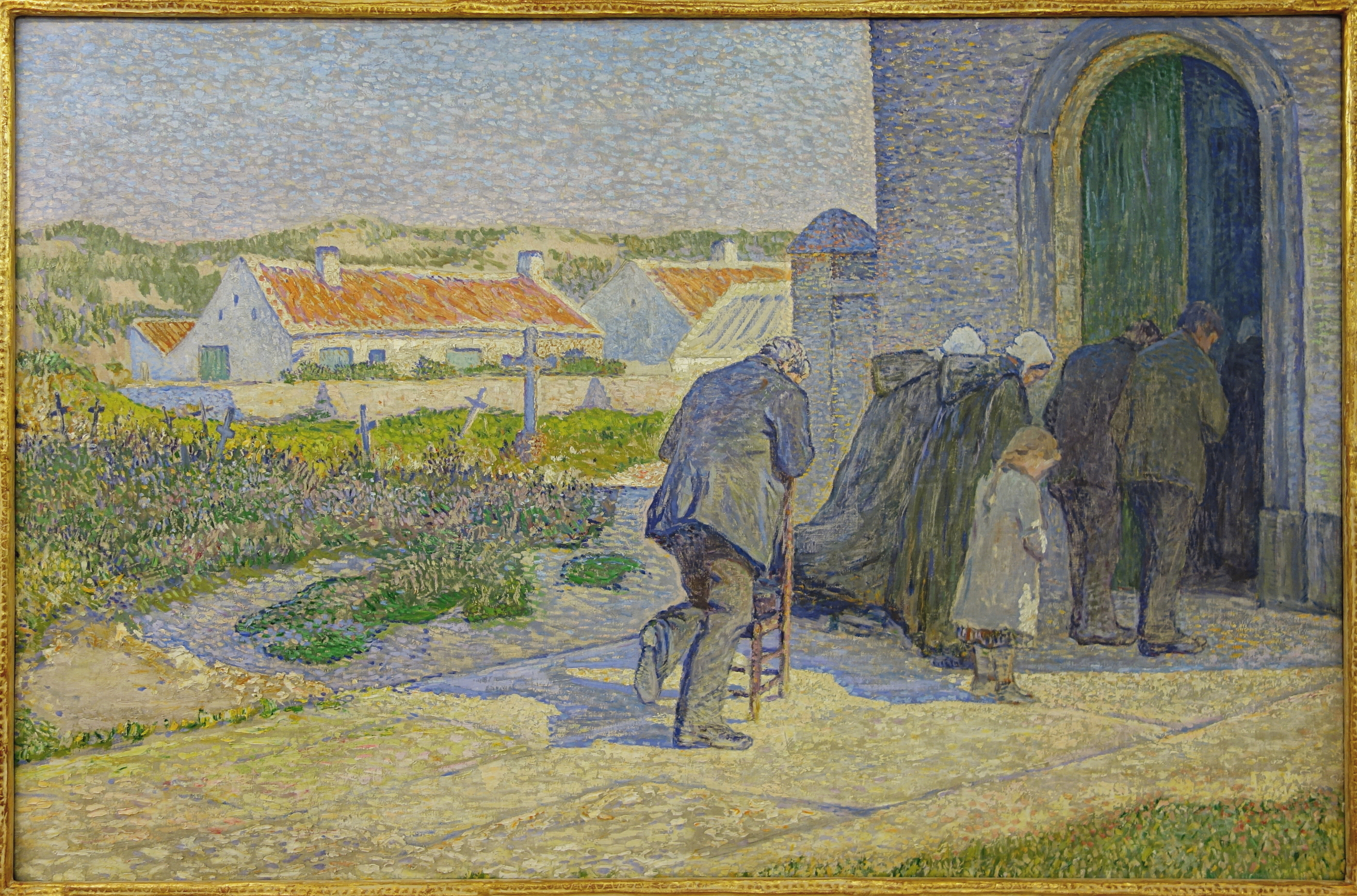
Pendant l'élévation, 1879년
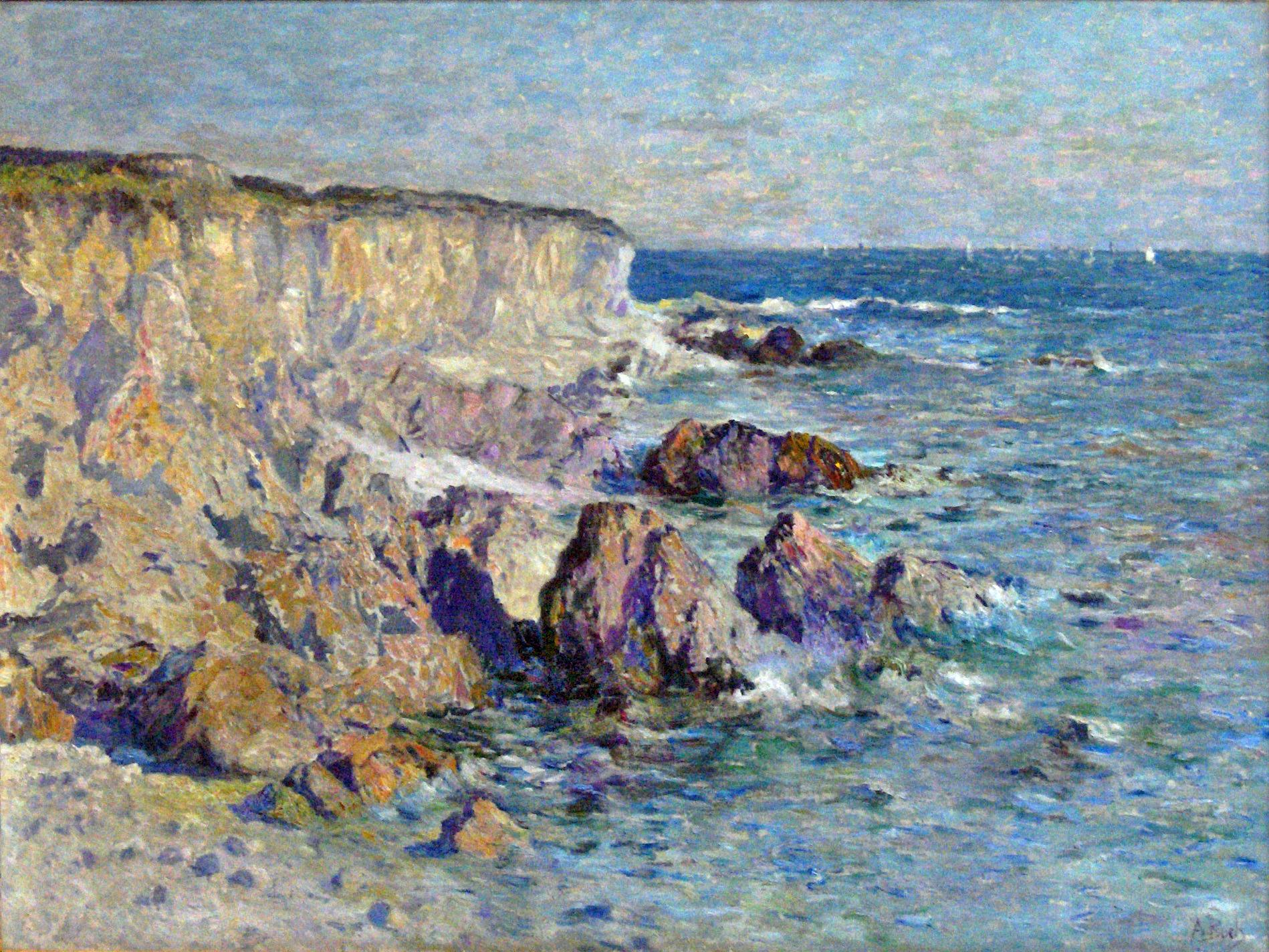
Rivages de Bretagne, 1901년경, 벨기에 왕립미술관
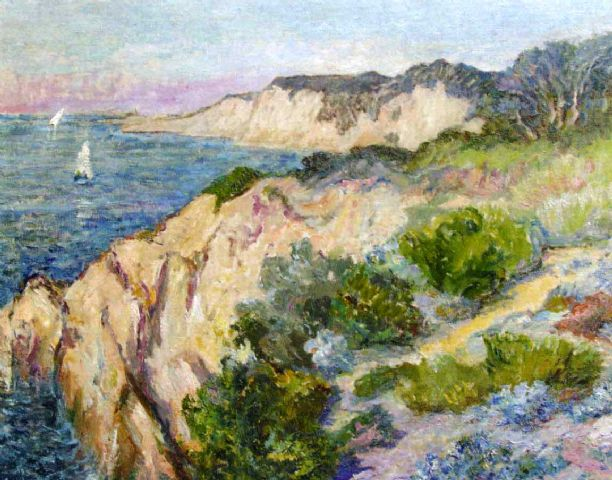
Falaise - Côte de Bretagne
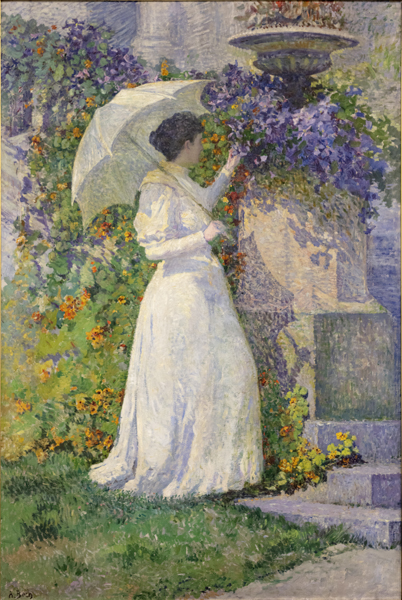
En Juin, 1894년
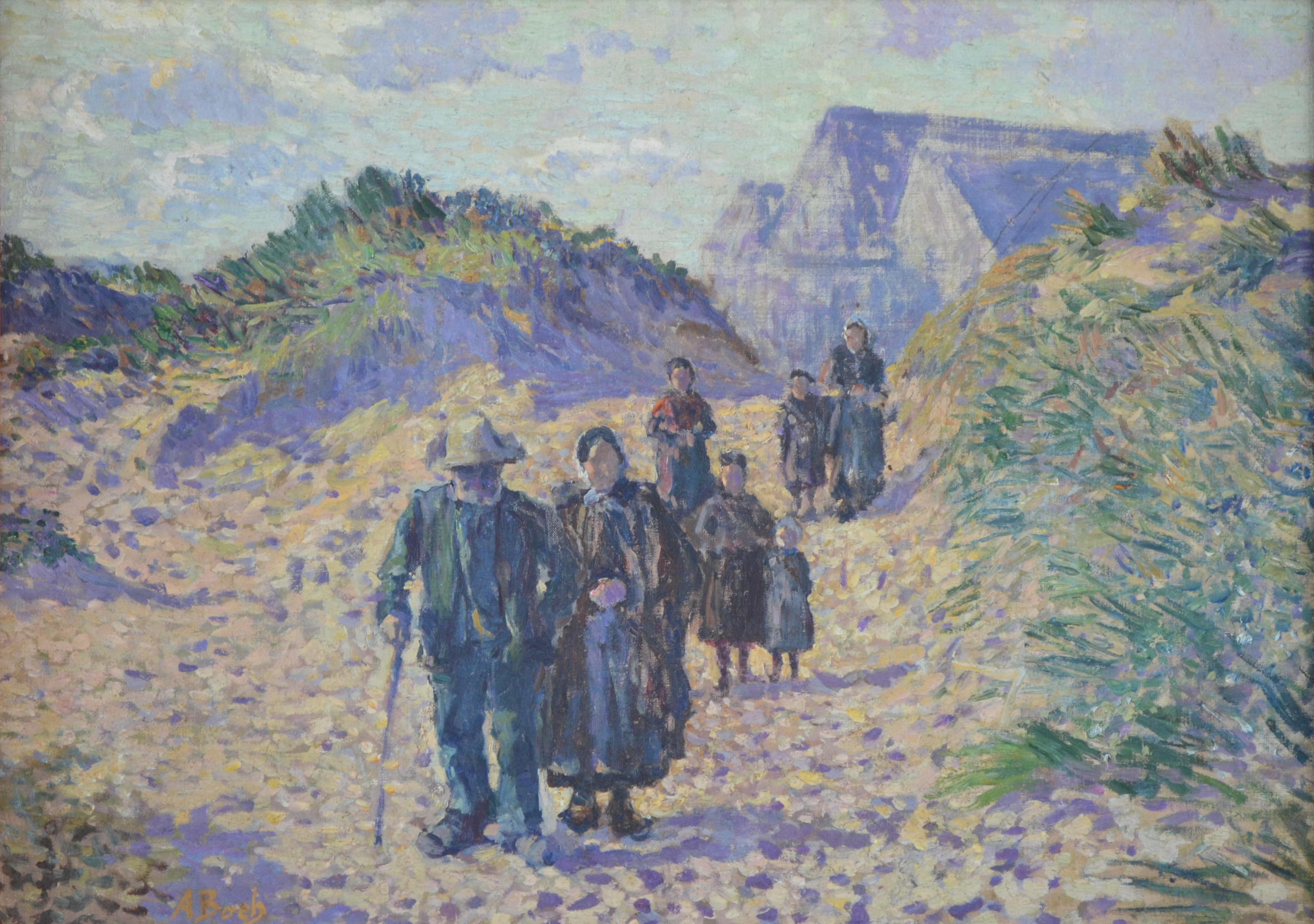
Retour de la messe par les dunes.
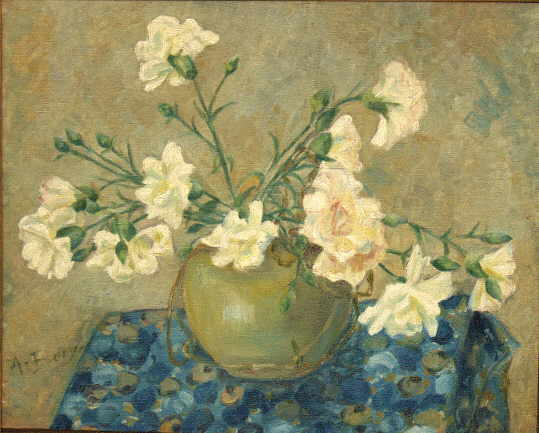
《카네이션 한 다발》, 1910년경